# Le Coquin de sort
Le Coquin de sort est le 18e album des aventures d'Achille Talon, sorti en 1978. 

## Résumé
À la suite de crises de folie dont il ne conserve aucun souvenir, Papa Talon est amené par son fils et Lefuneste chez le docteur Amédée Funchery, dont l'assistant africain diagnostique un envoûtement à distance en provenance du Doduduba. Les trois hommes se rendent dans ce pays, suivis par deux escrocs. Arrivés sur place, le ministre qui les reçoit, adepte du modernisme, nie l'aspect magique de la situation et leur offre l'hospitalité et des soins modernes. Après avoir faussé compagnie aux militaires du capitaine Kinapa K'dézami, chargés de leur surveillance, le groupe s'enfonce dans la savane. 
Ils tombent alors par hasard sur le village de Ptisolda, d'où provient le sort. En effet, le docteur Kutouffu le sorcier local - ou plutôt « l'expert en parapsychologie appliquée » selon le chef (« maire et aubergiste exclusif ») - a réalisé une statuette ressemblant à Alambic Talon pour tester ses expériences, jugeant qu'un physique aussi improbable ne nuirait à personne. Le village est alors assiégé par l'armée et le ministre, petit-fils du sorcier, vient négocier. Les deux bandits prennent alors en otage Kutouffu et sa victime involontaire, mais sont violemment interceptés par Kinapa K'dézami, croyant créer la panique par un bombardement, afin de passer pour celui qui rétablit l'ordre.